# Gil de Vouzela
Gil de Vouzela o Gil de Santarém (Vouzela, Regne de Portugal, ca. 1190 - convent de Santarém, 14 de maig de 1265) va ser un frare dominic portuguès, autor eclesiàstic. És venerat com a beat per l'Església catòlica, tot i que és conegut com a sant: São Frei Gil de Portugal o São Frei Gil ("sant frare Gil").

## Biografia
Nascut Gil Rodrigues de Valadares, era fill de Rui Pais de Valadares, governador de Coïmbra i conseller de Sanç I de Portugal. La família volgué que Gil fes la carrera eclesiàstica, i ja de jove va rebre beneficis i rendes de Braga, Coimbra, Idanha i Santarem. El jove, però, volia ser metge i, després d'estudiar filosofia i medicina a Coïmbra, va marxar a París.

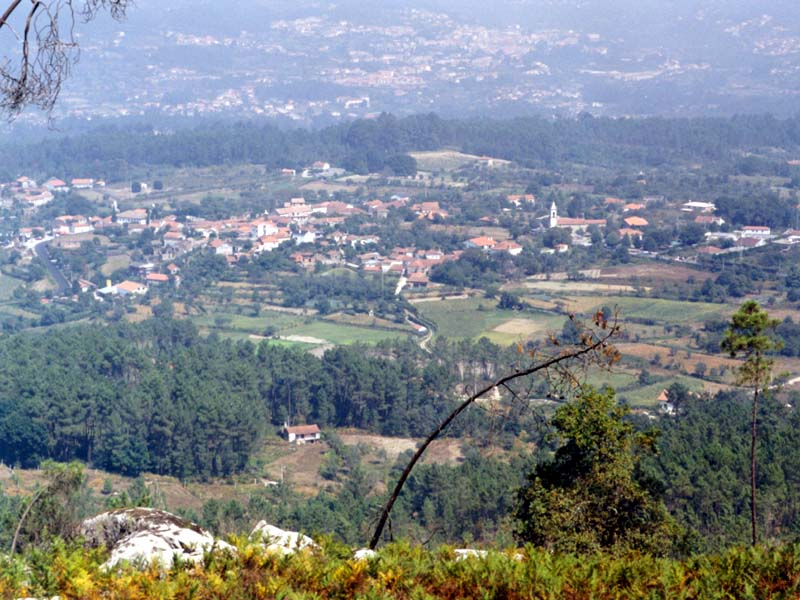
Panoràmica de Vouzela

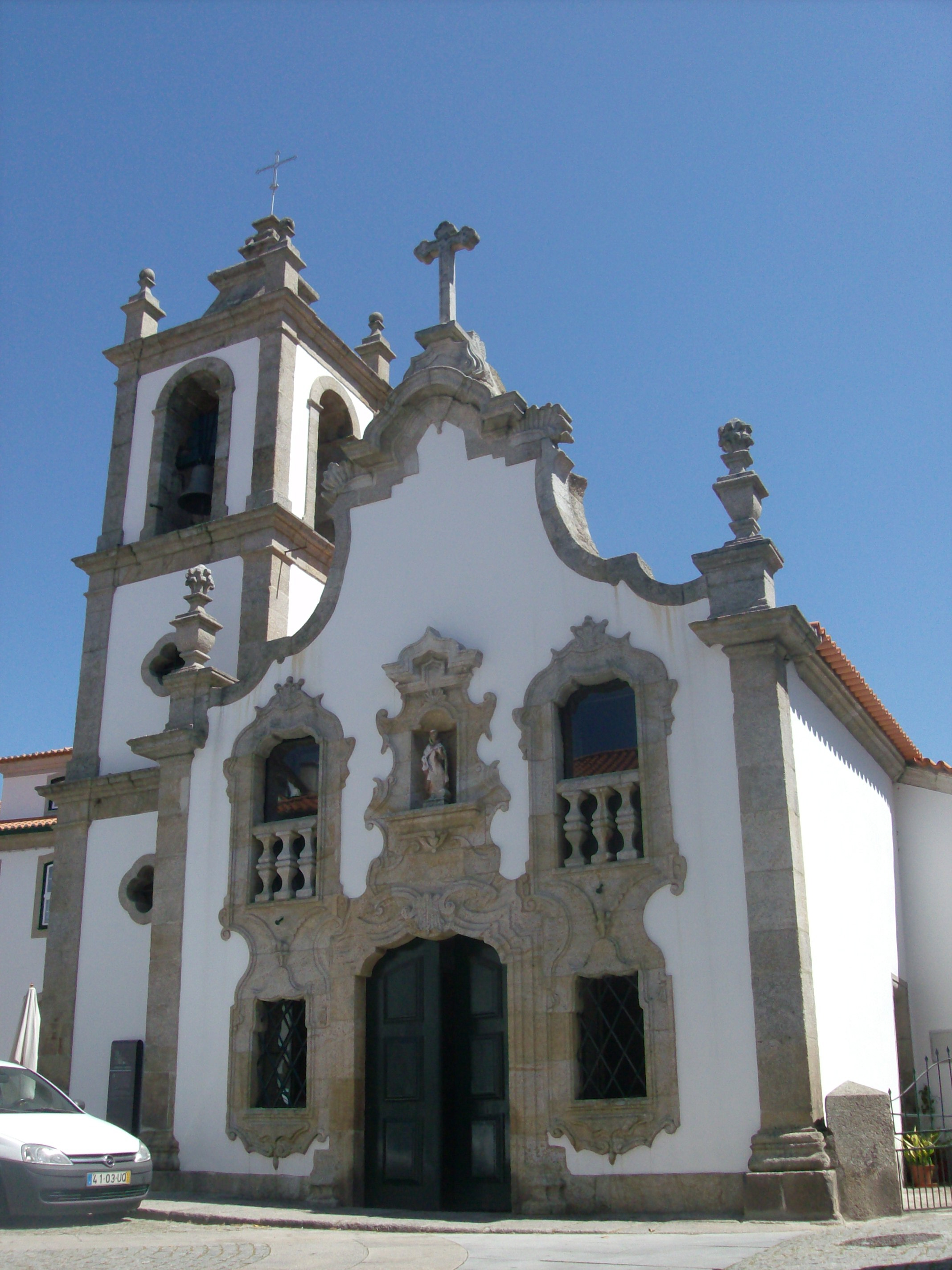
Capella de Frei Gil a Vouzela

En tornar a Portugal, prengué l'hàbit de l'Orde de Sant Domènec al nou monestir de Palència, cap al 1221. Poc després, fou enviat al convent de Scallabis, l'actual Santarém, on va portar una vida de pregària i penitència. Va ser elegit dos cops provincial de l'orde a Castella, en 1233 i 1257. Participà com a tal en el capítol general de Burgos, defensant-hi la creació d'un convent dominic a Porto. Al capítol general de Bolonya de 1238, votà l'elecció de Ramon de Penyafort com a mestre general.

## Veneració
Va ser sebollit en una sepultura humil al convent de Santarém, però en 1271 Joana Dias, senyora d'Atouguia i parenta seva, va fer-li edificar un sepulcre a una capella del convent. Aviat esdevingué lloc de pelegrinatge i s'atribuïren al frare nombrosos miracles i guariments, que era conegut popularment com a São Frei Gil ("sant fra Gil"). Benet XIV va ratificar aquest culte el 9 de maig de 1748, fet equivalent a una beatificació.
En 1833, el convent dominic fou secularitzat i enderrocat. Del sepulcre de Frei Gil només se'n conservà la tapa, amb l'escultura jacent, que anà al Museu Arqueológico do Carmo de Lisboa. Les relíquies, en un cofret van passar a mans de Fernando Teles da Silva Caminha e Meneses, quart marquès de Penalva, casat amb una descendent de la família del frare. Aquestes relíquies són ara a la Quinta das Lapas, prop de Torres Vedras. El maxilar inferior es venera a la capella de S. Gil de Vouzela i una tíbia a la Igreja do Corpo Santo de Lisboa.

### Llegendes
Una de les tradicions sobre el beat diu que quan estava a punt d'anar a París, un estrany li prometé d'ensenyar-li les arts de la màgia a Toledo; a canvi, Gil havia de lliurar la seva ànima al dimoni i signar un pacte de sang. Gil acceptà i passà set anys estudiant màgia amb el diable, i anà a París, on va obtenir fàcilment el grau de doctor en medicina i realitzà guariments gairebé miraculosos. Una nit, mentre estudiava a la biblioteca, se li aparegué un cavaller gegantí, armat de cap a peus, brandant una espasa i que demanà a Gil que canviés de vida; una segona aparició del cavaller amenaçà Gil amb la mort si no es reformava. La vida posterior de Gil al convent va fer que, després de set anys de pregària i penitència, el diable hagués de rescindir el seu pacte, deixant el contracte a un altar de la Mare de Déu del convent. La llegenda no deixa de ser una mena de paràbola per explicar la conversió de Gil.

## Aparició en obres de creació
Molt popular, ha estat tema d'obres literàries i musicals, especialment l'episodi de la llegenda del seu pacte amb el diable. Una d'elles, alterada, és la comèdia d'Antonio Mira de Amescua El esclavo del demonio. Apareix en un dels capítols de Viagens da minha terra d'Almeida Garrett, a Noites d'imsomnia de Camilo Castelo Branco, i és la base de l'oratori Tentaçoes de S. Frei Gil (1911) de Luis de Freitas Branco.